# Kapelenia
De kapelenia (Elaenia cristata) is een zangvogel uit de familie Tyrannidae (tirannen).

## Verspreiding en leefgebied
Deze soort komt voor in het noorden en oosten van Zuid-Amerika en telt twee ondersoorten:
- E. c. alticola: de tepuis van zuidelijk Venezuela en noordelijk Brazilië.
- E. c. cristata: van Venezuela en de Guyana's via Brazilië tot zuidoostelijk Peru en Bolivia.

## Status
De grootte van de populatie is niet gekwantificeerd maar de soort wordt omschreven als vrij algemeen. Op de Rode lijst van de IUCN heeft deze soort de status niet bedreigd.